# Municipio Huacaya
Das Municipio Huacaya ist ein Verwaltungsbezirk im Departamento Chuquisaca im südamerikanischen Anden-Staat Bolivien.

## Lage im Nahraum
Das Municipio Huacaya ist eines von drei Municipios der Provinz Luis Calvo und umfasst deren zentralen westlichen Bereich. Es grenzt im Norden an das Departamento Santa Cruz, im Westen an das Municipio Villa Vaca Guzmán, im Süden an das Departamento Tarija und im Osten an das Municipio Macharetí.
Das Municipio erstreckt sich etwa zwischen 20° 25' und 21° 00' südlicher Breite und 63° 23' und 63° 43' westlicher Länge, seine Ausdehnung von Westen nach Osten beträgt 20 bis 30 Kilometer, von Norden nach Süden 60 Kilometer.
Das Municipio umfasst 17 Gemeinden (localidades), der zentrale Ort des Municipios ist die Gemeinde Huacaya mit 387 Einwohnern (Volkszählung 2012) im zentralen westlichen Teil des Municipios.

## Geographie
Das Municipio Huacaya liegt im feuchten, subandinen Chaco Boliviens am Rand der südöstlichen Ausläufer der bolivianischen Cordillera Central.
Die sechsmonatige Feuchtezeit reicht von November bis April und die Trockenzeit von Mai bis Oktober (siehe Klimadiagramm Camiri). Die Jahresdurchschnittstemperatur beträgt etwa 23 °C, mit 17 bis 18 °C von Juni bis Juli und über 26 °C von November bis Dezember. Der Jahresniederschlag beträgt 875 mm, feuchteste Monate sind Dezember und Januar mit 175 mm und trockenste Monate Juli und August mit unter 10 mm.

## Bevölkerung
Die Einwohnerzahl ist zwischen 1992 und 2024 um etwa ein Fünftel angestiegen:
| Jahr | Einwohner | Quelle       |
| ---- | --------- | ------------ |
| 1992 | 1986      | Volkszählung |
| 2001 | 2345      | Volkszählung |
| 2012 | 2426      | Volkszählung |
| 2024 | 2546      | Volkszählung |

Die Bevölkerungsdichte bei der letzten Volkszählung von 2024 betrug 2,1 Einwohner/km², der Alphabetisierungsgrad bei den über 6-Jährigen lag bei 64,8 Prozent (2001). Die Lebenserwartung der Neugeborenen betrug 61,7 Jahre, die Säuglingssterblichkeit war von 9,7 Prozent (1992) auf 7,4 Prozent im Jahr 2001 zurückgegangen.
93,9 Prozent der Bevölkerung sprechen Spanisch, 48,6 Prozent sprechen Guaraní, und 0,5 Prozent sprechen Quechua. (2001)
97,2 Prozent der Bevölkerung haben keinen Zugang zu Elektrizität, 83,1 Prozent leben ohne sanitäre Einrichtung (2001).
65,2 Prozent der 468 Haushalte besitzen ein Radio, 2,1 Prozent einen Fernseher, 9,0 Prozent ein Fahrrad, 0,6 Prozent ein Motorrad, 1,9 Prozent ein Auto, 0,9 Prozent einen Kühlschrank, und 0 Prozent ein Telefon. (2001)

## Politik
Ergebnis der Regionalwahlen (concejales del municipio) vom 4. April 2010:
| Wahl- berechtigte |  | Wahl- beteiligung | gültige Stimmen |  | MSM    | MAS-IPSP | PAIS   | C.S.T. |
| ----------------- |  | ----------------- | --------------- |  | ------ | -------- | ------ | ------ |
| 956               |  | 849               | 732             |  | 387    | 140      | 125    | 80     |
|                   |  | 88,8 %            | 86,2 %          |  | 52,9 % | 19,1 %   | 17,1 % | 10,9 % |

Ergebnis der Regionalwahlen (elecciones de autoridades políticas) vom 7. März 2021:
| Wahl- berechtigte |  | Wahl- beteiligung | gültige Stimmen |  | CST     | MAS-IPSP | MNR    | C-A    | BSTH   | UNIDOS |
| ----------------- |  | ----------------- | --------------- |  | ------- | -------- | ------ | ------ | ------ | ------ |
| 1.308             |  | 1.150             | 1.037           |  | 517     | 497      | 9      | 7      | 5      | 2      |
|                   |  | 87,92 %           | 90,17 %         |  | 49,86 % | 47,93 %  | 0,87 % | 0,68 % | 0,48 % | 0,19 % |

## Gliederung
Das Municipio Huacaya untergliederte sich bei der Volkszählung 2012 in die folgenden drei Kantone (cantones):
- 01-1002-1 Kanton Huacaya – 5 Gemeinden – 716 Einwohner (2001: 410 Einwohner)
- 01-1002-2 Kanton Boycobo – 6 Gemeinden – 676 Einwohner (2001: 781 Einwohner)
- 01-1002-3 Kanton Santa Rosa de Cuevo – 6 Gemeinden – 1.034 Einwohner (2001: 1.154 Einwohner)

## Ortschaften im Municipio Huacaya
- Kanton Huacaya
  - Huacaya 387 Einw.

- Kanton Boycobo
  - Boycobo 264 Einw.

- Kanton Santa Rosa de Cuevo
  - Santa Rosa de Cuevo 202 Einw.